# プロス数
| プロス素数は無数に存在するか。 |

プロス数（プロスすう、英: Proth number）とは、以下の制約を満たす式で表される自然数{\displaystyle N}のことである。プロス数の名は、19世紀フランスの数学者 フランソワ・プロス にちなんで付けられた。
{\displaystyle N=k\cdot 2^{n}+1}
- 制約1: {\displaystyle k}は正の奇数。
- 制約2: {\displaystyle n}は正の整数。
- 制約3: {\displaystyle 2^{n}>k} である。

※ 制約3が無い場合、1より大きなあらゆる奇数がこの式から生まれてしまう。
プロス数の最初の数項は
3, 5, 9, 13, 17, 25, 33, 41, 49, 57, 65, 81, 97, 113, 129, 145, 161, 177, 193, 209, 225, 241,… (オンライン整数列大辞典の数列 A080075)
である。
カレン数 (n·2n+1) や フェルマー数 (22n+1) は、プロス数の特殊なケースと考えることもできる。

## プロス素数
プロス素数（プロスそすう、英: Proth prime）とは、素数であるプロス数のことである。
プロス素数の最初の数項は
3, 5, 13, 17, 41, 97, 113, 193, 241, 257, 353, 449, 577, 641, 673, 769, 929, 1153, 1217, 1409, 1601, 2113, 2689, 2753, 3137, 3329, 3457, 4481, 4993, 6529, 7297, 7681, 7937, 9473, 9601, 9857, …(オンライン整数列大辞典の数列 A080076)
である。プロス素数は無数にあると予想されているが、証明されていない。
プロスの定理を用いて、プロス数が素数であるか否かの判定を行うことができる。
{\displaystyle p}をプロス数とする。以下の合同式を満たす整数{\displaystyle a}があれば、{\displaystyle p}はプロス素数である。なければ、プロス素数でない。
{\displaystyle a^{(p-1)/2}\equiv -1{\pmod {p}}}
すなわち、{\displaystyle a^{(p-1)/2}}に1を加えた数が{\displaystyle p}で割り切れるよう、{\displaystyle a}を探せばよい。
2016年現在、発見済みである最大のプロス素数は 10223×231172165 + 1 であり、9,383,761桁の大きさを持つ。これが素数であることは PrimeGrid プロジェクトの Péter Szabolcs によって導き出された事が2016年11月6日に発表された。この数は、メルセンヌ素数でないような既知の最大の素数でもある。